# Заворітня Лідія Андріївна
Лідія Андріївна Заворітня (нар. 10  червня 1935, село Дзензелівка, тепер Маньківського району Черкаської області) — українська радянська діячка, лікар-терапевт Бабанської дільничної лікарні Уманського району Черкаської області. Депутат Верховної Ради УРСР 9—10-го скликань.

## Біографія
Освіта вища. Закінчила Станіславський (Івано-Франківський) медичний інститут.
З 1960 року — лікар-терапевт Бабанської дільничної лікарні Уманського району Черкаської області.
Потім — на пенсії в селі Бабанка Уманського району Черкаської області.

## Нагороди
- ордени
- медалі